# Орджано
Орджано (італ. Orgiano, вен. Orgian) — муніципалітет в Італії, у регіоні Венето, провінція Віченца.
Орджано розташоване на відстані близько 400 км на північ від Рима, 70 км на захід від Венеції, 24 км на південь від Віченци.
Населення — 3086 осіб (2014).

## Демографія
Населення за роками:

Станом на 1 січня 2023 року в муніципалітеті офіційно проживало 228 іноземців з 24 країн, серед них 35 громадян країн Євросоюзу та 5 громадян України.

## Сусідні муніципалітети
- Алонте
- Азільяно-Венето
- Колонья-Венета
- Лоніго
- Пояна-Маджоре
- Сан-Джермано-дей-Беричі
- Соссано